# Sielsowiet Deniskowicze
Sielsowiet Deniskowicze (biał. Дзяніскавіцкі сельсавет, ros. Денисковичский сельсовет) – sielsowiet na Białorusi, w obwodzie brzeskim, w rejonie hancewickim, z siedzibą w Deniskowiczach.
Według spisu z 2009 sielsowiet Deniskowicze zamieszkiwało 1223 osób w tym 1210 Białorusinów (98,94%), 5 Rosjan (0,41%), 5 Ukraińców (0,41%), 1 Polak (0,08%), 1 Niemiec (0,08%) i 1 Weps (0,08%).

## Miejscowości
Do sielsowietu Deniskowicze należy tylko jedna miejscowość – wieś Deniskowicze.